# Q̈
Cette page contient des caractères spéciaux ou non latins. S’ils s’affichent mal (▯, ?, etc.), consultez la page d’aide Unicode.
Q̈ (minuscule : q̈), appelé Q tréma, est un graphème utilisé comme lettre latine additionnelle dans la romanisation de l’écriture manichéenne. Elle est formée de la lettre Q diacritée d’un tréma suscrit. 

## Utilisation
Dans la romanisation de l’écriture manichéenne, ‹ q̈ › translittère le qhoph ‹ 𐫠 ›.

## Représentations informatiques
Le Q tréma peut être représenté avec les caractères Unicode suivants :
- décomposé (latin de base, diacritiques) :

| Formes    | Représentations | Chaînes de caractères | Points de code | Descriptions                                |
| --------- | --------------- | --------------------- | -------------- | ------------------------------------------- |
| capitale  | Q̈               | Q◌̈                    | U+0051 U+0308  | lettre majuscule latine q diacritique tréma |
| minuscule | q̈               | q◌̈                    | U+0071 U+0308  | lettre minuscule latine q diacritique tréma |